# SH74 (Nieuw-Zeeland)
De SH74 of State Highway 74 is een nationale weg in het zuiden van Nieuw-Zeeland, die de oostelijke voorsteden van Christchurch ontsluit. De weg begint in Bristol, ten noorden van Christchurch, en loopt daarna via Burwood, Bromley en Heathcote naar Lyttelton, in het uiterste zuiden van het land. Op zijn 26 kilometer lange route loopt de weg alleen door de regio Canterbury.

## Autosnelwegen
Tussen Christchurch en Lyttelton is de SH74 uitgebouwd tot autosnelweg: de Christchurch-Lyttelton Motorway

## Aftakkingen
De SH74 heeft een aftakking. Deze SH74A verbindt de SH74 in Woolston met de SH73 in Hillsborough.
1 · 
1B · 
2 · 
2A · 
2B · 
3 · 
3A · 
4 · 
5 · 
6 · 
6A · 
7 · 
7A · 
8 · 
8A · 
8B · 
9 · 
10 · 
11 · 
12 · 
14 · 
15 · 
16 · 
17 · 
18 · 
20 · 
20A · 
20B · 
21 · 
22 · 
23 · 
24 · 
25 · 
25A · 
26 · 
27 · 
28 · 
29 · 
30 · 
30A · 
31 · 
32 · 
33 · 
34 · 
35 · 
36 · 
37 · 
38 · 
39 · 
40 · 
41 · 
43 · 
44 · 
45 · 
46 · 
47 · 
48 · 
49 · 
50 · 
52 · 
53 · 
54 · 
56 · 
57 · 
58 · 
59 · 
60 · 
61 · 
63 · 
65 · 
67 · 
67A · 
69 · 
70 · 
71 · 
73 · 
73A · 
74 · 
74A · 
75 · 
77 · 
79 · 
80 · 
82 · 
83 · 
84 · 
85 · 
86 · 
87 · 
88 · 
90 · 
SH93 · 
94 · 
95 · 
96 · 
98 · 
99